# クソッタレ解放区〜クソッタレ2
クソッタレ解放区〜クソッタレ2(くそったれかいほうく〜くそったれ2)は、STANCE PUNKSの1枚目のシングル。2002年4月10日発売。

## 概要
- オリコンチャートでは初登場22位で、オリコンインディーズチャートでも1位を獲得した。
- ライブでも頻繁に演奏される。

## 収録曲&解説
1. クソッタレ解放区〜クソッタレ2
作詞・作曲：TSURU
2. 夜の片輪車
作詞・作曲：川崎テツシ
3. さらば恋人
作詞・作曲：TSURU